# Mückenfledermaus
Die Mückenfledermaus (Pipistrellus pygmaeus, Syn.: Pipistrellus mediterraneus (Cabrera, 1904) verwendet.) ist eine Fledermausart. Sie ist eine Zwillingsart der Zwergfledermaus.
Sie unterscheidet sich von der Zwergfledermaus darin, dass sie etwas kleiner ist und damit die kleinste mitteleuropäische Fledermausart darstellt. Auch liegen ihre Echoortungslaute nicht bei den üblichen 45 kHz, sondern haben eine Endfrequenz von etwa 55 kHz.
Erst 1999 wurde von den britischen Forschern Jones und Barrett eine taxonomische Trennung von Mückenfledermaus und Zwergfledermaus vorgeschlagen. Seit März 2003 ist aufgrund nomenklatorischer Vorrangregeln als Autor der Erstbeschreibung sowie als Jahr der Erstbeschreibung von Pipistrellus pygmaeus (Leach, 1825) zu verwenden.

## Ernährung
Sie ernähren sich von kleinen Insekten und von Wasserinsekten.

## Verbreitungsgebiet
Die Verbreitung der Mückenfledermaus ist noch nicht vollständig bekannt. Das durch publizierte Nachweise belegte Verbreitungsgebiet (Stand 2007) reicht von der Iberischen Halbinsel bis Irland, Skandinavien, den europäischen Mittelmeerraum und die Balkaninseln bis in die Türkei und Zypern, Moldawien, Georgien, die Ukraine, Aserbeidschan und Russland, das schließt Deutschland, Österreich und die Schweiz mit ein.
Die bisher größte Wochenstube der Art in Deutschland – mit rund 1300 Tieren – wurde im Juli 2014 in Rheinland-Pfalz in Germersheim-Sondernheim in der ehemaligen Ziegelei Stubenrauch – heute ein Museum – entdeckt.

## Systematik
Die Mückenfledermaus gehört zur Gattung der Zwergfledermäuse (Pipistrellus), die weltweit rund 35 Arten umfasst. In Europa leben vier weitere Arten, die Rauhautfledermaus (Pipistrellus nathusii), die Zwergfledermaus (Pipistrellus pipistrellus), die Weißrandfledermaus (Pipistrellus kuhlii) und die Madeira-Fledermaus (Pipistrellus maderensis).
Die Population auf Zypern wurde 2007 als eigene Unterart Pipistrellus pygmaeus subsp. cyprius beschrieben.

## Bedrohung
Die Mückenfledermaus steht unter Naturschutz. In großen Bereichen ihres Verbreitungsgebietes ist sie sehr viel seltener als die Zwergfledermaus, in einigen begrenzten Gebieten gilt sie jedoch sogar als eher häufig. In Griechenland ist sie sogar generell häufiger als die Zwergfledermaus. Im Bereich der Forstwirtschaft ist die Mückenfledermaus beispielsweise durch den Rückgang von Auwäldern gefährdet, in Siedlungen durch Quartierverluste bei bauverändernden Arbeiten.
Auf der Roten Liste der BRD wird die Art in der Stufe „D – defizitäre Datenlage“ geführt, in der Roten Liste der IUCN 2016 wird sie als „nicht gefährdet“ (Least Concern) eingestuft.